# Сущёво (Московская область)
Сущёво — деревня в Талдомском районе Московской области России. Входит в состав сельского поселения Гуслевское. Население — 10 чел. (2010).

## География
Расположена в южной части района, примерно в 22 км к юго-востоку от центра города Талдома, на правом берегу впадающей в Волгу реки Дубны. Ближайшие населённые пункты — деревни Семёновское и Шатеево.

## История
В «Списке населённых мест» 1862 года Сущево — владельческое сельцо 2-го стана Александровского уезда Владимирской губернии по правую сторону реки Дубны, к югу от Нушпольского болота, в 70 верстах от уездного города, с 26 дворами и 164 жителями (70 мужчин, 94 женщины).
По данным 1905 года входило в состав Нушпольской волости Александровского уезда, в сельце было 27 дворов, проживало 189 человек.
Постановлением президиума Моссовета от 31 марта 1923 года вместе с частью селений Нушпольской волости было включено в состав Гарской волости Ленинского уезда Московской губернии.
По материалам Всесоюзной переписи населения 1926 года — деревня Семёновского сельского совета Гарской волости Ленинского уезда, проживало 205 жителей (104 мужчины, 101 женщина), насчитывалось 62 хозяйства, среди которых 56 крестьянских.
С 1929 года — населённый пункт в составе Константиновского района Кимрского округа Московской области.
Постановлением ЦИК и СНК от 23 июля 1930 года округа́ как административно-территориальные единицы были ликвидированы.
Постановлением ВЦИК от 20 мая 1930 года Сущёво в составе Нушпольского сельсовета было выведено из Константиновского района и передано Ленинскому району Московской области. Постановлением Президиума ВЦИК от 27 декабря 1930 года городу Ленинску было возвращено историческое наименование Талдом, а район был переименован в Талдомский.
В 1994 году Московской областной думой было утверждено положение о местном самоуправлении в Московской области, сельские советы как административно-территориальные единицы были преобразованы в сельские округа. С 1994 по 2006 год — деревня Павловического сельского округа Талдомского района.
С 2006 года — деревня сельского поселения Гуслевское.

## Население
| 1859 | 1905 | 1926 | 2002 | 2006 | 2010 |
| ---- | ---- | ---- | ---- | ---- | ---- |
| 164  | ↗189 | ↗205 | ↘10  | ↘2   | ↗10  |

## Достопримечательности
- Церковь Николая Чудотворца (Сущёво)